# 704 Інтерамнія
704 Інтерамнія (704 Interamnia) — астероїд головного поясу, відкритий 2 жовтня 1910 року.
Тіссеранів параметр щодо Юпітера — 3,148.